# Sidonija Erdődy Rubido
Sidonija Erdődy Rubido (Zagreb, 7. veljače 1819. – Gornja Rijeka pokraj Kalnika, 17. veljače 1884.), grofica, hrvatska operna pjevačica (sopran). Rođena kao grofica Sidonija Erdődy de Monyorókerék et Monoszló, udana Sidonija von Rubido de Zagorje.

## Životopis
Sidonija Erdödy Rubido, prva hrvatska koncertna pjevačica i prva hrvatska operna primadona,  rođena je u Zagrebu 7. veljače 1819.  Potjecala je iz nekih od najstarijih i najuglednijih velikaških obitelji Habsburške monarhije. Otac joj je bio grof Karlo Erdödy, veliki župan Varaždinske županije, a majka Henriette rođ. grofica Harbuval et Chamaré, dama Reda zvjezdanoga križa (Hochadeliger Frauenzimmer- Sternkreuzorden). Imala je dva brata Stjepana i Jurja (oženjenog za sestru ilirca Jurice Oršića groficu Amaliju Oršić Slavetićku), te sestre Aleksandru (kasnije suprugu grofa Miroslava Kulmera) i Gisellu (udanu za grofa Gezu Palffya). Po ocu Karlu bila je praunuka hrvatskog bana Ivana Nepomuka II. Erdödya poznatog po izreci Regnum regno non praescribit leges, te izravna potomkinja banova Tome II. Erdődya i Nikole Šubića Zrinskog. Njezina baka grofica Amalia Palffy bila je pranećakinja dugovječnog državnog kancelara carice Marije Terezije i careva Josipa II., Leopolda II. i Franje II. kneza Wenzela Antona von Kaunitz-Rietberga, te rođakinja kancelara Metternicha. Kao potomkinja grofova Rietberg među njezinim precima je i švedski kralj Gustav I. Vasa.  Sidonijin pradjed s majčine strane grof Harbuval et Chamare potjecao je iz stare flamanske plemićke obitelji koja je nakon rata za španjolsko nasljeđe doselila u Austriju gdje je imala posjede u Štajerskoj i Češkoj, a brakom s groficom Keglević steći će posjed u Gornjoj Rijeci, te ostati poznat po tome što je prvi u Hrvatsku donio krumpire i poticao pučanstvo na uzgoj ove biljke. Sidonija je krštena 8. veljače 1819. u župi sv. Marka u Zagrebu, krstio ju je župnik Petar Horvatić, a kumovi su joj bili grof Aleksandar Erdödy i grofica Amalia Harbuval et Chamaré. 
Obitelj Erdödy tada je stanovala u kući u današnjoj Opatičkoj 29 na Gornjem gradu u Zagrebu koju su 1835. prodali grofovima Draškovićima. Djetinjstvo je provela u Razvoru, pokraj Kumrovca. Govorila je njemački, francuski i latinski jezik. Glazbenu poduku dobivala je od supružnika Karlitzky. Nanette Karlitzky, češka altistica, bila je operna pjevačica njemačkoga kazališta u Zagrebu, a njezin suprug, Ferdinand,  prvi gudač zagrebačke opere. Godine 1834. u Zagreb je stigla berlinska operna diva Ennes. Sidonijine roditelje zanimalo jei njezino mišljenje o Sidonijinu pjevanju. Opernoj se divi Sidonijino pjevanje vrlo svidjelo te je odlučila ostati neko vrijeme u Zagrebu da bi Sidoniju podučavala pjevanju. Boraveći u Beču, 1839. – 1841., dobila je ponudu da postane pjevačicom bečke opere, ali ona je tu ponudu odbila. Godine 1843. udaje se za španjolskog plemića Antuna pl. Rubida (Madrid 15.5.1817. – 21.4.1863.) kojem će 1857. biti dodijeljeno austrijsko plemstvo s predikatom de Zagorje. Par će se vjenčati u crkvi u Mariji Bistrici, a imat će dvoje djece – Milutina (umro u 10. godini) i Radoslava. Pod pritiskom Bachova apsolutizma prestaje njezin javni angažman. Ipak, ne prestaje pomagati i pružati podršku. Uz novčanu pomoć sestre osnovala je prvu hrvatsku ustanovu za napuštenu i nezbrinutu djecu – zagrebačko pjestovalište. Također kada je ban Jelačić, 1848., krenuo u rat na svojoj je zastavi nosio veliku vrpcu hrvatskih domoljupkinja koju je Sidonija sašila. Sa svojim je prijateljicama izradila i ćilim koji su domoljubi poklonili hrvatskom ministru barunu Franji Kulmeru kao zahvalu za njegovo domoljubno djelovanje u Saboru. Godine 1861. postat će pokroviteljica Hrvatskoga glazbenog zavoda. Nakon suprugove smrti, 1863., seli se u dvorac u Gornju Rijeku gdje je i umrla 17. veljače 1884. Pokopana je u obiteljskoj grobnici pokraj župne crkve u Gornjoj Rijeci. Njezin je sin 1898. prodao dvorac svome zetu barunu Sigismundu pl. Micewskom.
Više članova njezine obitelji će biti politički aktivno u Hrvatskoj tokom 19. i 20. st. Uz oca Karla koji je bio varaždinski veliki župan, isti položaj će obnašati i njezin stric grof Ivan Nepomuk Erdődy st., kao i sin Radoslav pl. Rubido-Zichy koji će se na tom položaju zadržati punih 20 god. (1886. – 1906.). I nakon uvođenja građanskog predstavničkog Sabora, kao virilisti u radu Sabora će sudjelovati njezin stric Ivan Nepomuk st., bratić Ivan Nepomuk ml. i šogor grof Miroslav Kulmer st., sin Radoslav je i kao veliki župan bio član Sabora virilist, no biran je i kao narodni zastupnik izbornog kotara Pregrada, dok brat Stjepan Erdődy će biti narodni zastupnik kotara Jastrebarsko, nećak grof Miroslav Kulmer ml. će biti narodni zastupnik i član Hrvatsko-srpske koalicije, kao i član Privremenog predstavništva Kraljevine SHS, a suprug nećakinje Olge Erdődy, barun Ljudevit Ožegović Barlabaševački (sin baruna Metela Ožegovića) će isto ostvariti saborsku karijeru narodnog zastupnika zastupajući kotar Raven od 1876. do 1884.

## Ilirski pokret i grofica
Uz svoga je brata Stjepana pristala uz ilirski pokret te je bila vrlo popularna među ilircima.  U dobi od 14 godina, u ožujku 1833., na koncertu Filharmonijskog glazbenog društva (kasnije Hrvatskoga glazbenog zavoda), u Streljani pjevala je popijevku Ferde Livadića te na kraju dodala i Gajevu budnicu, za koju je glazbu napisao Livadić, Horvatov sloga (poznatija po prvim stihovima: Još Hrvatska ni propala) na hrvatskome jeziku što je tada bilo neuobičajeno jer su se sve kazališne i kulturne priredbe izvodile na njemačkome jeziku.  To je bilo prvo koncertno izvođenje neke pjesme na hrvatskom jeziku. U siječnju 1842. na Plesu domorodaca u Streljani povela je kolo, afirmirajući hrvatski narodni ples i postavši prva plemkinja koja je zaplesala kolo. Nastupala je na Narodnom ilirskom velikom koncertu 18. travnja 1838., na kojemu je pjevala glazbu Vincenza Bellinija, uz Vilheminu pl. Misinger pjevala je duet iz Bellinijeve Norme i sudjelovala u finalu opere Capuleti i Montecchi. Na praizvedbi prve hrvatske opere 28. ožujka 1846. godine u Zagrebu Ljubav i zloba Vatroslava Lisinskog tumačila je glavnu ulogu Ljubice. Vlaho Bukovac naslikao ju je na slici Hrvatski preporod, 1895., na kojoj se pojavljuje u pratnji Ivana Kukuljevića Sakcinskoga. Reprodukcija slike nalazi se i na jednom od svečanih zastora Hrvatskoga narodnog kazališta. Njezin se portret nalazio i na onodobnim igraćim kartama.
Stanko Vraz joj je spjevao sonet:
„Zar si, dušo, u raj se zaniela,
Gdje se Bogu vječna slava spieva,
Te glas slušaš nebeskih angjelah,
Sve u slici od zemaljskih dievah?“
„Srdce tuče, — lica su vesela,
Svim iz očiuh divna vatra sieva, —
Zašto, od kud sva ta radost vela?“
„„Šuti, slušaj — Sidonija pjeva!““
Oj slavuju, nježne pjesni tvoje
Mlado srdce vrlo dirnut mogu;
I pozvat ga na ljubovne boje;
Al ak hoćeš uzhitit pokušat
I zajedno dignut dušu k Bogu,
Dodji amo Sidoniju slušat. —

## Reakcije na Sidonijinu izvedbu Ljubice
U kazalištu na uglu Markova trga i i tadašnje Gospodarske (danas Ćirilometodske) ulice praizvedena je opera Ljubav i zloba kojom je grofica Sidonija postala prvom hrvatskom opernom primadonom.
Ivan Perkovac u listu Obzor“  od 23. veljače 1874.: „osim Lisinskog i Štrige, najveću zaslugu za operu imala je pl. gđa. Rubido, rođena grofica Erdödy koja je nadarena ljepotom i divnim glasom, zanesena plemenitim namjerama domoljuba nije marila zbog svog plemićkog staleža, već je dobrovoljno pjevala ulogu Ljubice. Ovakve predstave činile su epohu u našem narodnom pokretu, narod je stizao sa svih strana u Zagreb, da vidi i čuje nečuveno i neviđeno čudo, hrvatsku narodnu operu; domaće je građanstvo bilo zadivljeno, stranci su se divili, svatko je htio u tim manifestacijama imati neku zaslugu“
Danica ilirska dva je broja posvetila operi (broj 14. i 15.). O Sidoniji je napisano: „naša plemenita domoljubna gđa. Sidonija Rubido ovom je prilikom jasno pokazala da je hvale vrijedna potomkinja one slavne i sjajne hrvatske obitelji kojoj nikakva žrtva za domovinu nije bila prevelika. Bez njezinog sudjelovanja ovo se njezino operno djelo nikad ne bi moglo izvesti. Njezino sudjelovanje prikazano je s puno ljubavi i truda. Nema dovoljno riječi kojima bi se mogla izraziti hvala njezinoj žrtvi. Na spomenicima naše umjetnosti svjetlit će trajno u najvećem sjaju njezino ime. Kroz njezin glas buktila je plemenita vatra, dostojanstvo i oduševljenje, a ta dražesna i velebna slika postala je prava slika hrvatske ljepote!“
Dana 4. travnja 1846. kod petog izvođenja opere primadoni je darovana knjižica, libreto opere, vezana crvenim baršunom i okićena srebrom te popraćena Vrazovim sonetom „Zar si, dušo, u raj se zaniela?“ (prvotni naslov: Visokorodnoj gospoji Sidonii Rubido rodjenoj Erdody kano Ljubici u parvoj ilirskoj operi):
„Zar si, dušo, u raj se zaniela,/gdje se Bogu vječna slava spieva,/te glas slušaš nebeskih angjelah,/sve u slici od zemaljskih dieva?“/„Srdce tuče, lica su vesela,/svima iz očiuh divna vatra sieva,/zašto, od kud sva ta radost vela?“/„Šuti, slušaj – Sidonija pjeva!“/Oj slavuju, nježne pjesni tvoje/mlado srdce vrlo dirnut mogu;/i pozvat ga na ljubovne boje;/al ak hoćeš uzhitit pokušat/i zajedno dignut dušu k Bogu,/dodji amo Sidoniju slušat.“

## Anegdota iz Sidonijina boravka u Beču
Utemeljitelj hrvatske glazbene historiografije i publicistike Franjo Ksaver Kuhač osobno je poznavao Sidoniju Erdödy, koja mu je otkrila manje poznate detalje iz svojega života, o kojima on prvi put piše u Viencu još za njezina života, a koje će poslije objaviti u svojoj knjizi  Ilirski glazbenici  iz 1893.  Takav podatak je i ova anegdota: boraveći u Beču 1839. Sidonijina je nekoliko puta slušala slavnu pjevačicu Karolinu Ungerovu, te ju je vrlo uspješno imitirala. Jedne je večeri pjevala ariju Lukrecije iz opere uz otvoreni prozor.  Dva su kazališna ravnatelja, jedan iz Berlina, a drugi iz Beča, bila uvjerena da čuju Ungerovu te su pozvonili na vrata pitajući kada je Karolina Unger preselila na tu adresu. Pazikuća im je odgovorio da tu nema nikakve gđe Unger već da to pjeva hrvatska plemkinja. Iako je bila skoro ponoć, dvojica su kritičara silno navaljivala da upoznaju tu plemkinju, pa ih je grofica pustila u kuću. Susret sa Sidonijom i njezino ponovno izvođenje arije uvjerilo ih je da ariju zbilja izvodi ona. Uz hrvatsko pecivo i čaj, ostali su razgovarati do zore.

## Potomci
Njezin sin Radoslav von Rubido de Zagorje bio je od 1886. do 1906. veliki župan Varaždinske županije i grada Varaždina, te zastupnik u Hrvatsko-slavonsko-dalmatinskom saboru, a od 1890. do 1894. i vršitelj dužnosti velikog župana Bjelovarsko-križevačke županije. Geslo mu je bilo: Nek je jača domovine ljubav dična, nego strast politička i lična, no usprkos svojem geslu, barun Radoslav Rubido - Zichy provodio je mađaronsku politiku. Oženio se s groficom Štefanijom Zichy de Zich et Vásonkeö koja će veći dio života živjeti u Opatija i izgraditi jednu od najvećih kolekcija dalmatinske narodne umjetnosti i baštine. Zahvaljujući ovom braku Radoslavu i njihovoj djeci je prenesen ugarski barunat obitelji Zichy uz novo prezime von Rubido-Zichy de Zagorje et Zich. 1893. je proglašen i vitezom Reda sv. Stjepana. Sidonijin unuk barun Ivan von Rubido-Zichy de Zagorje-Zich et Zajk, c.kr. komornik, vitez Reda željezne krune, ući će u austro-ugarsku diplomatsku službu, te će tokom diplomatske karijere služiti u Kini (1907.), Danskoj (1908.), Švedskoj (1909.), Egiptu (1910. – 1912.), Württemburgu  (1912.), Osmanskom Carstvu (1913. – 1915.), a nakon čega će služiti u ratnom odsjeku Ministarstva vanjskih poslova u Beču i Bugarskoj (1918.). Nakon raspada Austro-Ugarske Ivan će ući u diplomatsku službu Kraljevine Mađarske, te će prvo biti mađarski veleposlanik u Kraljevini Rumunjskoj, a od 1924. do 1932. u Velikoj Britaniji. Praunuk barun Ivan Rubido-Zichy (1908. – 1995.) će nakon studija u Therasianumu i ETH Zürich isto ući u mađarsku diplomatsku službu, te od 1939. obnašati službu 1. tajnika mađarskog veleposlanstva u Njemačkoj. 1948. bit će optužen za pomaganje stranim imperijalističkim špijunima, te će 1950. odseliti iz Mađarske u Argentinu, 1993. bit će rehabilitiran u Mađarskoj. Potomci Sidonije Erdődy Rubido danas žive u Mađarskoj, Argentini i Kanadi.
Potomci:
- Milutin pl. Rubido de Zagorje (oko. 1844.- oko 1855.)
- Radoslav pl. Rubido de Zagorje, od 1878. barun Radoslav von Rubido-Zichy de Zagorje et Zich[15][16](18.4.1847.- Graz 24.1.1910.) ~ grofica Stefánia Mária Zichy de Zich et Vásonkeö (?- Opatija 1901.)

1. - Ivan pl. Rubido-Zichy de Zagorje et Zich ˙(Graz 17.6.1874.– Graz 16.5.1964.) ~ 25.11.1916. grofica Gisella von Apponyi de Nagyappony (Bad Aussee 15.7.1886.- Budimpešta 15.10.1918.); ~ 5.5.1920. grofica Erzsébet von Zichy de Zich (Zemplínská Nová Ves 27.7.1893.- Beč 1.3. 1972.)

  1.     - Paula von Rubido-Zichy (Bratislava 2.9.1917.- Eberau 30.4.1983.) ~ 10.2.1940. grof Paul (Pál) Maria Alexander Anton Erdődy de Monyorókerék et Monoszló (Vép 2.2.1904.- Eberau, Burgenland 25.2.1994.), sin varaždinskog velikog župana Aleksandra Bartholomäus Erdődy (24.8.1865.- Vép 15.1.1940.) i Elizabete Draskovich de Trakostyan (Bratislava 11.3.1877.- Budimpešta 30.10.1941.)

    1.       - Gizella Erdődy de Monyorókerék et Monoszló (26.6.1941.)
      - Ivan Erdődy de Monyorókerék et Monoszló (23.9.1942.)

    - Andrea von Rubido-Zichy (Budimpešta 1.2.1921.-Richmond Hill 23.7.2011.)[17]  ~ 20.5.1948. grof Károly Zichy de Zich et Vásonkeö
    - Hanna von Rubido-Zichy (Nágocs 26.1.1922. – 2003.) ~ 19.6.1942. grof Gábor Széchenyi; ~  Ödön Kempel-Fronius
    - Gabriella von Rubido-Zichy (Nágocs 29.6.1923.-?)
    - Antoinette von Rubido-Zichy (Nágocs 13.10.1926.-) ~ Buenos Aires 10.5.1950. Hermann-Wilhelm Eickert

  - Mariette pl. Rubido-Zichy (1875.- Budimpešta 18.3.1944.) ~ Velimir Fodroczy de Fodrovecz et Borkovecz; ~ barun Sigismund Micewski von Micewo

  1.     - Maria Antoinette Micewska von Micewo (Gornja Reka 29.10.1902.) - barun Maximilian von Berg (Kapuvár 25.1.1895.)

  - Emil pl. Rubido-Zichy (Nágocs 30.6.1877. – 1956.) ~ Vilma Kvassay von Kvassó und Brogyán

  1.     - Ivan von Rubido-Zichy (Kéttornyúlak 9.9.1908.- Buenos Aires 19.8.1995.) ~ Buenos Aires 16.3.1971. vojvotkinja Senta Maria Edith Franciska Hohenlohe-Waldenburg-Schillingsfürst
    - Ilona von Rubido-Zichy (Györ 9.1.1911.- Buenos Aires 1974.)